# Eletro-óptica
Eletro-óptica (português brasileiro) ou eletro-ótica (português europeu) é um ramo de tecnologia envolvendo componentes, dispositivos e sistemas que operam por modificação das propriedades óticas de um material por um campo elétrico. Portanto ela envolve a interação entre os estados eletromagnéticos (ótico) e elétrico (eletrônico) dos materiais.

## Dispositivos eletro-óticos
O efeito eletro-ótico se relaciona à mudança nas propriedades óticas de um meio, que é normalmente uma mudança na birrefringência e não simplesmente o índice de refração.
Em uma célula Kerr, a mudança na birrefringência é proporcional ao quadrado do campo elétrico, e o material é geralmente um líquido. Em uma célula Pockels, a mudança na birrefringência varia linearmente com o campo elétrico, e o material é um cristal.

## Terminologia
"Eletro-ótica" é frequentemente usada erroneamente como sinônimo para "optoeletrônica".